# Les Monts du Lubéron - Trofeu Luc Leblanc
El Les Monts du Lubéron - Trofeu Luc Leblanc va ser una competició ciclista francesa que es disputava al departament de Valclusa. La primera edició es disputà 1998 i estava reservada a ciclistes amateurs. El 2005 es va obrir als professionals, formant part de l'UCI Europa Tour. El 2006 es va córrer la seva última edició, sent substituïda pels Tres dies de Valclusa.
La cursa retia homenatge a l'exciclista Luc Leblanc.

## Palmarès
| Any  | Vencedor        | Segon               | Tercer            |
| ---- | --------------- | ------------------- | ----------------- |
| 1998 | Florent Cabirol | Régis Decotte       | Olivier Trastour  |
| 1999 | Thomas Knecht   | Marc Thévenin       | Frédéric Nolla    |
| 2000 | Alexandre Grux  | Ivailo Gabrovski    | Miguel Martinez   |
| 2001 | Marc Thévenin   | Benoît Luminet      | Peter Grimm       |
| 2002 | Mark Scanlon    | Alexei Garanin      | Takahiro Mizutani |
| 2003 | Hubert Dupont   | Dimitar Dimitrov    | Sébastien Fiori   |
| 2004 | Jamie Alberts   | Christophe Guillome | Denis Robin       |
| 2005 | Florent Brard   | Cédric Coutouly     | Gilles Canouet    |
| 2006 | Rene Mandri     | Ivan Seledkov       | Cédric Coutouly   |